# Dave Bartholomew
Dave Bartholomew (Edgard, 24 dicembre 1918 – New Orleans, 23 giugno 2019) è stato un musicista, produttore discografico e compositore statunitense.

## Biografia
Attivo nella seconda metà del XX secolo sulla scena di New Orleans, ha affrontato diversi generi musicali come l'R&B, lo swing, il rock and roll, il jazz e il Dixieland. Ha prodotto diversi brani di successo in collaborazione con Fats Domino. Negli anni '50, sotto contratto con la Imperial Records, ha prodotto diverse hit come Goin' Home e Ain't That a Shame.
In qualità di produttore discografico ha collaborato anche con Earl King, Tommy Ridgley, Robert Parker, Frankie Ford, Chris Kenner, Smiley Lewis, Shirley & Lee, Lloyd Price e altri.
Nel 1991 è stato inserito nella Rock and Roll Hall of Fame nella lista dei "non-performer".
È scomparso nel giugno 2019, a 100 anni.

## Discografia
- 1961 - Fats Domino Presents Dave Bartholomew and His Great Big Band (Imperial Records, LP-9162/LP-12076)
- 1963 - New Orleans House Party (Imperial Records, LP-9217/LP-12217)
- 1981 - Dave Bartholomew's New Orleans Jazz Band (Broadmoor Records, BR-1201)